# Comtat de Madison (Nova York)
El comtat de Madison (en anglès: Madison County) fundat en 1806 és un comtat en l'estat nord-americà de Nova York. En el 2000 el comtat tenia 69,441 habitants en una densitat poblacional de 41 persones per km². La seu del comtat és Wampsville.

## Geografia
Segons l'Oficina del Cens, el comtat té una àrea total de 1,715 km2 (662.2 sq mi) quilòmetres quadrats (662,2 1,699 km2 (656.0 sq mi)), de la qual ( el meu²) és terra i 16 (6,2) (0.86%) és aigua.

### Comtats adjacents
- Comtat de Oneida, Nova York - nord-est
- Comtat de Otsego, Nova York - sud-est
- Comtat de Chenango, Nova York - south
- Comtat de Cortland, Nova York - sud-oest
- Comtat de Onondaga, Nova York - oest
- Comtat de Oswego, Nova York - nord-oest

## Demografia
El 2000 la renda per capita mitjana del comtat era de $40,184, i l'ingrés mitjana per a una família era de $47,889. En 2000 els homes tenien un ingrés per capita de $33,069 versus $25,026 per a les dones. L'ingrés per capita per al comtat era de $19,105 i el 9.80% de la població estava sota el llindar de pobresa nacional.

## Localitats
- Bridgeport (llogaret)
- Brookfield (poble)
- Canastota (vila)
- Cazenovia (vila)
- Cazenovia (poble)
- Chittenango (vila)
- DeRuyter (vila)
- DeRuyter (poble)
- Earlville (vila)
- Eaton (poble)
- Fenner (poble)
- Georgetown (poble)
- Hamilton (vila)
- Hamilton (poble)
- Lebanon (poble)
- Lenox (poble)
- Lincoln (poble)
- Madison (vila)
- Madison (poble)
- Morrisville (vila)
- Munnsville (vila)
- Nelson (poble)
- Oneida (ciutat)
- Smithfield (poble)
- Stockbridge (poble)
- Sullivan (poble)
- Wampsville (vila) 
  - En parèntesi el tipus de govern